# Conalcaea
Conalcaea es un género de saltamontes perteneciente a la subfamilia Melanoplinae de la familia Acrididae, y está asignado a la tribu Conalcaeini. Este género se distribuye en México y en el estado de Arizona en Estados Unidos.

## Especies
Las siguientes especies pertenecen al género Conalcaea:
- Conalcaea cantralli Gurney, 1951
- Conalcaea huachucana Rehn, 1907
- Conalcaea miguelitana Scudder, 1897